# Berta Önnerberg
Berta Teodora Conkordia Önnerberg, gift Malling, född den 27 juli 1886 i Stockholm, död den 22 april 1980 i Stockholm, var en svensk populärkompositör, känd som "Valsdrottningen". Hon använde även pseudonymerna Donna Montana, Jan Ankar, Per Nille och Berta Underhill.
Önnerberg växte upp i Stockholm och var dotter till källarmästare Emil Oskar Teodor Önnerberg och Sofia Vilhelmina Sundberg. Hon debuterade som kompositör år 1918 med Höstrosor. En av hennes andra melodier var Paradiset som Sven-Olof Sandberg sjöng in och musiken till Indra (1929) komponerade hon. Den innehöll flera texter av Nils Ferlin. Från 1940-talet var Berta Önnerberg verksam som musikpedagog.
År 1928 gifte sig Berta Önnerberg med förlagschef Carl Malling (1871–1939).

## Kompositioner i urval

### Sång och piano
- Brustna strängar (vals) (op. 19), musik och text av Berta Önnerberg
- De vackraste ögon i världen (De vakreste öine i verden) (sångvals), musik Berta Önnerberg, svensk text Ejnar Westling, norsk text "Lyktemannen"
- Din vita viol, text Allan Ehwert, musik Berta Önnerberg
- Fata Morgana (valse-romance) (op. 21), musik Berta Önnerberg, text Sven-Olof Sandberg
- Höstrosor (barcarolle), av Berta Önnerberg
- I afskedsstunden, (valse-romance) (op. 28), musik Berta Önnerberg, text Sven-Olof Sandberg
- Italiens ros (vals), text och musik Berta Önnerberg
- Mors blommor (op. 30), Berta Önnerberg, text Lilly Arbin
- Månsken (sångvals) (op. 35) text och musik Berta Önnerberg
- Paradiset (sångvals) (op. 31), musik Berta Önnerberg, text Sven-Olof Sandberg
- Quelques Fleurs (sångvals) (op. 29), musik och text Berta Önnerberg
- Rosenrankor (valse-serenade), musik Berta Önnerberg och Fred Winter, text Sven-Olof Sandberg
- Rosina (vals) (op. 45), musik Berta Önnerberg, svensk text Nils Ferlin, engelsk text Edward Adams-Ray
- Scheherezade (valse-serenade) (op. 22), musik och text av Berta Önnerberg
- Sommarsol (vals) (op. 33), musik Berta Önnerberg, text Nils Sverker
- Svarta Penséer (Sorte Stedsmodersblomster), text och musik Berta Önnerberg
- Ur gamla gömmor (De gamle gjemmer) (op. 16), text Lilly Arbin, musik Berta Önnerberg
- Valspoème (op. 42), musik Berta Önnerberg, text Sten Alve
- Bella Donna (op. 26)
- Dockskåpet (op. 50), musik Berta Önnerberg, text Nils Gustaf Granath
- I landsflykt (ballad) (op. 24)
- Månsken (sångvals) (op. 35)
- När höstens stjärnor brinna (valse-romance) (op. 57)

### Piano
- Augustinatt (idyll för piano) (op. 4)
- Det gamla hemmet
- Espérance (vals) (op. 5)
- Lavendel (stämningsstycke) (op. 46)
- Noux deux (valse lente)
- Serenade (op. 11)

## Diskografi i urval
- 1929 – Indra, Jazzork. Mackeben